# کنان عزیر
کنان عزیر (انگلیسی: Kenan Özer؛ زادهٔ ۱۶ اوت ۱۹۸۷) بازیکن فوتبال اهل ترکیه است.
از باشگاه‌هایی که در آن بازی کرده‌است می‌توان به باشگاه فوتبال بشیکتاش، باشگاه ورزشی کایسری ارجیسپور، باشگاه فوتبال چای‌کار ریزه‌اسپور، باشگاه فوتبال قونیه‌اسپور، باشگاه فوتبال بلدیه‌اسپور آق‌حصار، باشگاه ورزشی بولوسپور، باشگاه ورزشی استانبول‌اسپور، باشگاه ورزشی آدانا دمیرسپور، و باشگاه فوتبال آنتالیااسپور اشاره کرد.
وی همچنین در تیم ملی فوتبال Turkey U19 بازی کرده‌است.